# Velonádo
Velonádo, en grec moderne : Βελονάδο, est un village du dème de Réthymnon, en Crète, en Grèce. Selon le recensement de 2011, la population de Velonádo compte 88 habitants. Le village est situé à une altitude de 380 m et à 30 km de Réthymnon.